# کارکس اپروپینکواتا
کارکس اپروپینکواتا (نام علمی: Carex appropinquata) نام یک گونه از سرده جگن است.